# Maffrécourt
Maffrécourt település Franciaországban, Marne megyében. Lakosainak száma 57 fő (2022. január 1.). Maffrécourt La Neuville-au-Pont, Braux-Sainte-Cohière, Chaudefontaine, Dommartin-sous-Hans és Valmy községekkel határos.

## Népesség
A település népességének változása:
| Lakosok száma | 69   | 55   | 54   | 60   | 57   | 56   | 57   | 58   | 58   | 57   |
|               | 1968 | 1982 | 1990 | 2006 | 2013 | 2015 | 2017 | 2019 | 2020 | 2022 |